# McKees Rocks
McKees Rocks is een plaats (borough) in de Amerikaanse staat Pennsylvania, en valt bestuurlijk gezien onder Allegheny County.

## Demografie
Bij de volkstelling in 2000 werd het aantal inwoners vastgesteld op 6622. In 2006 is het aantal inwoners door het United States Census Bureau geschat op 6109, een daling van 513 (-7,7%).

## Geografie
Volgens het United States Census Bureau beslaat de plaats een oppervlakte van 2,9 km², waarvan 2,7 km² land en 0,2 km² water.

## Plaatsen in de nabije omgeving
De onderstaande figuur toont nabijgelegen plaatsen in een straal van 4 km rond McKees Rocks.

## Geboren
- John Kasich (1952), gouverneur van Ohio (2011-2019)